# Monastère de Ganden Dhargyeling de Shag Rongpo
Le monastère de Gaden Dargyeling de Shak Rongpo est un monastère de l’école guélugpa du bouddhisme tibétain situé dans le canton de Shakchu dans le comté de Nagchu.

## Histoire
Il a été fondé au XVIIe siècle,  il y a  plus de 300 ans, par le premier Rongpo Choeje, Drubthob (Yogi) Lobsang Trinley sur décret du 5e dalaï-lama après une prophétie de l’oracle d'État de Nechung. Depuis la fondation du monastère, il y a eu huit réincarnations de Rongpo Choeje.
Une sévère vague de répression subie des moines de Gaden Dargyeling et de la population des environs a commencé en avril 2010. Des membres du monastère, dont le khenpo (abbé), Dawa Rinpoché, ont été accusés d'avoir contacté 14e dalaï-lama concernant la recherche de la réincarnation du 8ème Rongpo Choeje. Contacter le dalaï-lama est interdit par les autorités chinoises qui le considèrent comme "séparatiste". Les autorités ont menacé de nommer un garçon comme  réincarnation du Rongpo Choeje et de forcer les habitants à l'accepter -une idée inacceptable pour les Tibétains.  Gaden Dargyeling a été désigné comme le « monastère intolérable numéro un » et fermé.
La rééducation patriotique fut la première mesure débutée en avril 2010, comprenant la dénonciation du dalaï-lama et la mise en place d'« équipes de travail » permanentes qui surveillaient toutes les activités au sein du monastère. 
Le 17 mai 2010, des agents de sécurité ont arrêté Dawa Rinpoché, trois moines et un laïc tandis que tous les cinq visitaient Lhassa. Dawa Rinpoché a été déchu de ses titres monastiques, assigné à résidence et détenu au secret à Nagchu. Bien qu'il ait été libéré au bout d'un mois, il a été interdit de contact avec le monastère de Gaden Dargyeling.
Parmi les quatre codétenus, Ngawang Thokmay, 35 ans, a été condamné à deux ans de prison pour posséder des photos du dalaï-lama dans sa chambre. L'un des autres moines et le laïc ont été libérés après un laps de temps indéterminé. On ignore ce qui est arrivé au troisième moine.
Le 20 mai 2010, moins de trois jours après l'arrestation de Dawa Rinpoché, plus de 50 responsables locaux et environ 150 membres de la police armée sont arrivés au monastère et ont imposé une rééducation politique aux moines, ordonnant de dénoncer à la fois le dalaï-lama et Dawa Rinpoché. Les moines ont également reçu l'ordre de rompre tous les liens avec Dawa Rinpoché. On leur a dit qu'il n'était plus un lama réincarné puisqu'il était un adepte du dalaï-lama et non fidèle au Parti communiste chinois.
L'"incident du 20 mai", surnommé ainsi par les médias d'État chinois, a conduit à la fermeture du monastère en 2010 après que les moines se soient enfuis pour éviter de participer aux programmes de rééducation patriotique. La dénonciation officielle du dalaï-lama et les mauvais traitements infligés à Dawa Rinpoché ont eu un impact émotionnel sur la communauté monastique. Le même jour, un moine de 75 ans nommé Ngawang Gyatso s'est pendu dans une apparente protestation contre le traitement des autres moines. La lettre qu'il a laissée a été confisquée par les autorités, qui ont également ordonné aux moines proches de Ngawang Gyatso de ne pas divulguer la nature de sa mort. 
En juillet 2013, le monastère a été rouvert mais des tensions ont rapidement éclaté. Le 17 juillet 2013, un moine âgé nommé Ngawang Lobsang, ainsi que 17 autres moines, ont soumis une pétition aux autorités appelant au rétablissement des liens religieux avec Dawa Rinpoché et la fin de la campagne de dénonciation contre le dalaï-lama. La pétition a été ignorée. Le 30 juillet,  Gaden Dargyeling a été fermé et toute activité religieuse interdite. Tous les moines ont été chassés. Ils devaient ensuite se présenter au bureau du gouvernement local chaque semaine et ils n'étaient pas autorisés à voyager au-delà des frontières du comté de Nagchu.
Le 3 août, un convoi de 20 camions militaires s’est dirigé vers Gaden Dargyeling et un camp s'est installé près du monastère.
Le 24 août 2013, un groupe de responsables du Parti communiste chinois dirigé par Wu Yin Jie, vice-président du Parti,  secrétaire du comité de la région autonome du Tibet, a fait une tournée « d'inspection » de Gaden Dargyeling, de sorte que les autorités ont forcé tous les moines à revenir. Les moines ont été menacés d'arrestation de membres de leur famille s'ils ne revenaient pas pour accueillir la délégation d'inspection.
Des moines spécifiques ont été sélectionnés pour accueillir la délégation avec des foulards tibétains traditionnels et ont été amenés à poser pour les caméras de télévision, dans le but de donner une impression de vie normale dans le monastère au monde extérieur. Quand des moines ont montré une réticence, ils ont été battus par les autorités.
Le secrétaire local du Parti communiste, Gyaltsen Wangdrak, a menacé les personnes présentes lors de l'inspection que "si vous ne montrez pas d'expressions faciales joyeuses et que vous accueillez en applaudissant, vous [avez] commis des délits politiques ».
Une importante présence militaire s'établit près du monastère abandonné. Cinq camps avec environ 2 000 militaires et 400 agents de sécurité ont été déployés dans la zone. Des soldats armés patrouillaient dans la zone et ont également surveillé les mouvements de population entre le comté de Driru et le comté voisin de Sog.
En raison de la présence considérablement accrue du personnel de sécurité, la liberté de mouvement et les communications sont devenues encore plus restreintes que d'habitude. Des permis étaient nécessaires pour voyager à l'extérieur.
En janvier 2014, Gaden Dargyeling a rouvert sous la surveillance étroite des autorités. Aucune activité religieuse n’est autorisée à l'intérieur du monastère sans l'autorisation des autorités et le nombre de moines autorisés est limité.